# پلیس زمان
پلیس زمان (به انگلیسی: Timecop) یک فیلم اکشن و علمی-تخیلی آمریکای به کارگردانی پیتر هایمز با بازی ژان-کلود ون دام محصول سال ۱۹۹۴ است. پلیس زمان بر اساس کمیک بوکی به همین نام ساخته شده‌است. قسمت دوم این فیلم با عنوان پلیس زمان ۲ در سال ۲۰۰۳ با بازی جیسون اسکات لی به صورت ویدئویی منتشر شد.
ژان-کلود ون دام برای بازی دراین فیلم ۵ میلیون دلار دستمزد گرفت. پلیس زمان پرفروش‌ترین فیلم ون دام در گیشه بود.
بر اساس کمیک بوک پلیس زمان یک مینی سریال ۹ قسمتی پلیس زمان در سال ۱۹۹۷ نیز ساخته شد و ادامه آن کنسل شد.

## داستان
در سال ۱۸۶۳، در شهر گینس‌ویل، جورجیا، یک سفرکننده در زمان که به سلاح‌های پیشرفته مجهز است، پنج سرباز ارتش مؤتلفه را قتل‌عام می‌کند و محموله‌ای از شمش طلا را می‌رباید.
در سال ۱۹۹۴، پس از اختراع سفر در زمان توسط دکتر هانس کلاینداست، وزارت دادگستری ایالات متحده تشکیل «کمیسیون اجرای زمان» (TEC) را تأمین مالی می‌کند تا از تغییر در گذشته جلوگیری شود. با این‌که امکان سفر به آینده وجود ندارد (چون هنوز رخ نداده)، اما می‌توان گذشته را تغییر داد و موج‌هایی پدید آورد که حال را دگرگون کنند. سناتور آرون مک‌کام داوطلب می‌شود تا بر TEC نظارت کند، و افسر پلیس یوجین ماتوزاک به‌عنوان نخستین کمیسر آن منصوب می‌شود. به افسر پلیس مکس واکر نیز پیشنهاد همکاری در TEC داده می‌شود، اما پیش از پذیرش، او و همسرش ملیسا مورد حملهٔ افرادی ناشناس قرار می‌گیرند. واکر تا مرز مرگ پیش می‌رود و ملیسا در انفجاری کشته می‌شود.
تا سال ۲۰۰۴، واکر به مأموری کارکشته در TEC تبدیل شده و برای دستگیری همکار پیشینش، لایل اتوود، به سال ۱۹۲۹ سفر می‌کند؛ کسی که با سوءاستفاده از اطلاعات آینده در جریان بحران بورس ثروت اندوخته است. اتوود اعتراف می‌کند که برای مک‌کام کار می‌کند، سناتوری که برای تأمین مالی کارزار انتخاباتی شکست‌خورده‌اش، به‌طور مخفیانه از سفر در زمان سوءاستفاده می‌کند. اتوود که از پاک شدن خانواده‌اش از تاریخ می‌ترسد، حاضر به شهادت نمی‌شود و توسط TEC اعدام می‌گردد. مک‌کام در بازدید از TEC، متوجه نگاه مشکوک واکر به خود می‌شود.
پس از آن‌که واکر از کمینی در خانه‌اش جان سالم به در می‌برد، مأمور جدیدی به‌نام سارا فیلدینگ به او می‌پیوندد. آن‌ها برای بررسی یک اختلال زمانی به سال ۱۹۹۴ می‌روند و درمی‌یابند که مک‌کام جوان توسط شریکش جک پارکر از سهام شرکتی رایانه‌ای بیرون رانده می‌شود. مک‌کام ۲۰۰۴ نیز به آن زمان می‌آید تا جلوی این معامله را بگیرد. او به نسخهٔ جوان‌تر خود هشدار می‌دهد که این تراشه‌ها به‌زودی میلیاردها دلار ارزش خواهند داشت و او نباید با خودش تماس فیزیکی داشته باشد، چون دو مادهٔ یکسان نمی‌توانند هم‌زمان در یک فضا وجود داشته باشند. مک‌کام پارکر را می‌کشد و فیلدینگ نیز به واکر خیانت کرده و افشا می‌کند که برای مک‌کام کار می‌کند. در تیراندازی متعاقب، مک‌کام فیلدینگ را زخمی می‌کند و به ۲۰۰۴ می‌گریزد.
واکر به سال ۲۰۰۴ بازمی‌گردد و می‌بیند که همه‌چیز تغییر کرده: مک‌کام حالا یک میلیاردر و نامزد اصلی ریاست‌جمهوری است و برای حذف مزاحمان، TEC را منحل کرده. واکر، ماتوزاک را که از تغییرات زمانی بی‌اطلاع است، قانع می‌کند که در گذشته دوستان صمیمی بوده‌اند. آن‌ها به این نتیجه می‌رسند که مک‌کام از نمونهٔ اولیهٔ ماشین زمان دکتر کلاینداست استفاده می‌کند. ماتوزاک به واکر کمک می‌کند تا دوباره به ۱۹۹۴ بازگردد، اما پیش از آن توسط محافظان مک‌کام کشته می‌شود. مک‌کام نتیجه می‌گیرد که واکر باید پیش از پیوستن به TEC از تاریخ حذف شود.
در ۱۹۹۴، واکر فیلدینگ زخمی را در بیمارستان می‌یابد و او موافقت می‌کند علیه مک‌کام شهادت دهد، اما پیش از تأمین امنیتش، به قتل می‌رسد. واکر هنگام بررسی پرونده‌های بیمارستان متوجه می‌شود که ملیسا هنگام مرگش باردار بوده. او درمی‌یابد که روز قتل اوست، ملیسا را می‌یابد، به او می‌گوید که از آینده آمده و قانعش می‌کند که مانع از ترک خانه توسط واکر جوان شود.
در همان شب، افراد مک‌کام به واکر جوان حمله می‌کنند، اما هر دو نسخهٔ واکر همراه با ملیسا با آن‌ها می‌جنگند. مک‌کام ۲۰۰۴ می‌رسد، ملیسا را گروگان می‌گیرد و واکر را با تهدید انفجار یک مادهٔ منفجرهٔ C4 به تسلیم می‌کشاند. او مطمئن است که با مرگ واکر، نسخهٔ جوان‌ترش بی‌دردسر رئیس‌جمهور خواهد شد. اما واکر فاش می‌کند که نسخهٔ ۱۹۹۴ مک‌کام را نیز به خانه کشانده. او دو نسخهٔ مک‌کام را به هم نزدیک می‌کند و با برخوردشان، آن‌ها در توده‌ای پیچیده و دردناک در هم ذوب شده و از هستی ناپدید می‌شوند. واکر ملیسا را نجات می‌دهد و او را کنار نسخهٔ بی‌هوش واکر جوان می‌گذارد، درست پیش از آن‌که خانه منفجر شود.
در بازگشت به سال ۲۰۰۴، واکر درمی‌یابد که ماتوزاک و فیلدینگ زنده هستند و مک‌کام در ۱۹۹۴ ناپدید شده و جنایات آینده‌اش نیز هرگز رخ نداده‌اند. او به خانه‌اش بازمی‌گردد، خانه را بازسازی‌شده می‌یابد و با ملیسا و پسر کوچکش دوباره پیوند می‌خورد.

## بازیگران و نقش‌ها
- ژان-کلود ون دام در نقش مأمور مکس واکر
- مایا سارا در نقش ملیسا واکر
- ران سیلور در نقش سناتور آرون مک کومب
- بروس مک‌گیل در نقش فرمانده اویجین ماتوزاک
- گلوریا روبن در نقش مأمور سارا فیلدینگ
- اسکات لارنس در نقش ریکی

## بودجه، فروش
برای ساخت این فیلم بیش از بیست و هفت میلیون دلار هزینه شد. این فیلم در جهان بیش از صد و یک میلیون دلار فروش کرد.